# اشلی هاتون
اشلی هاتون (انگلیسی: Ashley Hutton؛ زادهٔ ۲ نوامبر ۱۹۸۷) بازیکن فوتبال اهل بریتانیا است.
وی همچنین در تیم ملی فوتبال Northern Ireland بازی کرده‌است.